# Montastraea curta
Montastraea curta är en korallart som först beskrevs av James Dwight Dana 1846.  Montastraea curta ingår i släktet Montastraea och familjen Faviidae. Inga underarter finns listade i Catalogue of Life.